# Pecorara
Pecorara (Pügrèra [pyɡrɛrɐ] o [pyɡʁɛʁɐ] in dialetto piacentino e dialetto bobbiese) è una frazione di 688 abitanti del comune italiano di Alta Val Tidone, in provincia di Piacenza.
Fino al 31 dicembre 2017, prima della fusione con i limitrofi comuni di Caminata e Nibbiano che ha dato vita al comune di Alta Val Tidone, è stato comune autonomo.

## Geografia fisica

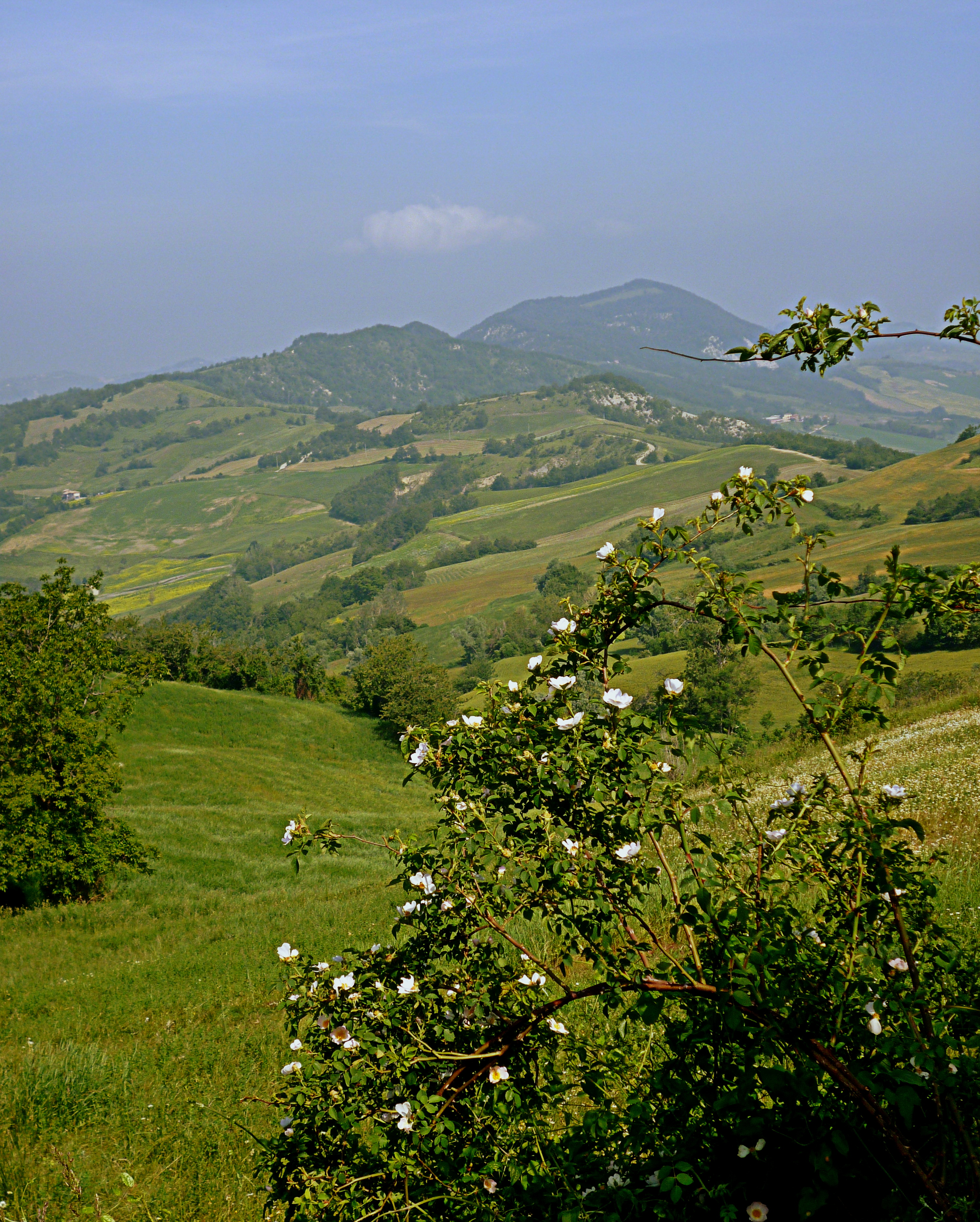
Il monte Aldone, posto al confine con il comune di Pianello Val Tidone

Il centro abitato di Pecorara si trova nell'Appennino ligure, nella val Tidoncello, formata dall'omonimo torrente affluente di destra del torrente Tidone, ad un'altitudine di 481 m s.l.m., sulla sponda destra del torrente nei pressi della confluenza dei due rami che vi danno origine, il Tidoncello Merlingo e il Tidoncello di Sevizzano. Il centro abitato è sovrastato dal rilievo del monte Aldone, alto 810 m s.l.m.
Il territorio del soppresso comune di Pecorara si estendeva tra la val Tidoncello e la val Tidone, comprendendo anche una porzione di territorio situata nella valle del torrente Chiarone, altro affluente di destra del Tidone, con un'altitudine compresa tra 244 e 1078 m s.l.m. in un territorio in gran parte montuoso, posto all'estremità sud-occidentale del territorio provinciale, al confine con i comuni di Romagnese e Zavattarello, parte dell'Oltrepò Pavese. Le quote più alte si raggiungevano nei pressi dello spartiacque con la val Trebbia, formato dai monti Pietra Corva e Mosso i quali superano i 1000 m s.l.m.

## Storia
Il territorio di Pecorara fu abitato sin dalla Preistoria, come testimoniato dal ritrovamento di alcune tracce di insediamenti presso Cicogni.
Dopo la caduta dei Longobardi a opera di Carlo Magno, si formò il Sacro Romano Impero, che nel X secolo, alla fine del periodo Carolingio, costituì i feudi Imperiali all'interno della Marca Obertenga, con lo scopo di mantenere un passaggio sicuro verso il mare. Nel 1164 Federico Barbarossa assegnò Pecorara, insieme a molti dei territori limitrofi, alla nobile famiglia obertenga dei Malaspina, i quali procedettero alla costruzione di diversi castelli nel territorio con la funzione di presidio della via di comunicazione che, diramandosi dalla val Tidone, risaliva la val Tidoncello per raggiungere Bobbio attraverso il colle della Crocetta, tra i quali il castello del capoluogo, situato accanto alla chiesa in quella che sarebbe, in seguito, diventata la località di Pecorara Vecchia.
In età comunale la famiglia Malasspina dovette cedere i propri possedimenti e si assistette all'ascesa della famiglia Da Pecorara, originaria proprio della zona, il cui membro storicamente più influente fu il cardinale Jacopo da Pecorara, vissuto nel XII secolo e nativo, secondo alcune fonti, di Cicogni, che fu vescovo di Palestrina, abate dell'abbazia delle Tre Fontane di Roma, legato pontificio per conto di papa Gregorio IX e mentore per il futuro papa Gregorio X.
Successivamente la zona entrò a far parte dei domini della famiglia Visconti, fino a quando, nel 1379, Gian Galeazzo Visconti lo concesse a Jacopo Dal Verme, che lo aveva servito come consigliere e capitano, insieme ad altri territori in precedenza soggetti al dominio bobbiese. Pecorara entrò, quindi, a far parte dello stato Vermesco. Negli anni successivi il feudo pecorarese fu soggetto a diversi passaggi di mano, entrando nelle dipendenze delle famiglie Scotti e, poi,  Fulgosi, prima di ritornare tra i domini dei Dal Verme e, infine, ancora degli Scotti.
Nel 1815, dopo il congresso di Vienna, il territorio pecorarese venne annesso al ducato di Parma e Piacenza.
Durante la seconda guerra mondiale, nell'ambito della resistenza partigiana il territorio pecorarese, utilizzato come base dalle brigate di Giustizia e Libertà, fu teatro di diversi scontri tra le forze partigiane e le truppe tedesche e repubblichine. Il 31 dicembre 1944 vennero uccisi nella località Aie di Busseto, ad opera delle truppe nazifasciste, 13 partigiani provenienti da diverse parti del territorio italiano.
Il 23 luglio 2016 il consiglio comunale approvò un'istanza per chiedere alla regione l'avvio della procedura di fusione con i comuni di Caminata e Nibbiano. L'assemblea legislativa della regione Emilia-Romagna approvò il progetto di legge per l'istituzione di un nuovo comune il 28 febbraio 2017, in seguito ad esso venne indetto un referendum consultivo nei tre territori comunali, poi fissato per il 28 maggio 2017. Il referendum vide la vittoria del sì in tutti e tre i comuni, permettendo il proseguimento dell'iter di fusione. Il referendum vide anche la scelta del nome del nuovo comune, Alta Val Tidone, che venne istituito a partire dal 1º gennaio 2018.

### Simboli
Lo stemma e il gonfalone del comune di Pecorara erano stati concessi con decreto del presidente della Repubblica del 26 ottobre 1952.
Lo stemma simboleggiava la posizione elevata del comune, e il suo ruolo di controllo della via che conduceva dalla Val Tidone alla Val Trebbia, dov'era Bobbio.
Il gonfalone era un drappo di azzurro.

## Monumenti e luoghi d'interesse

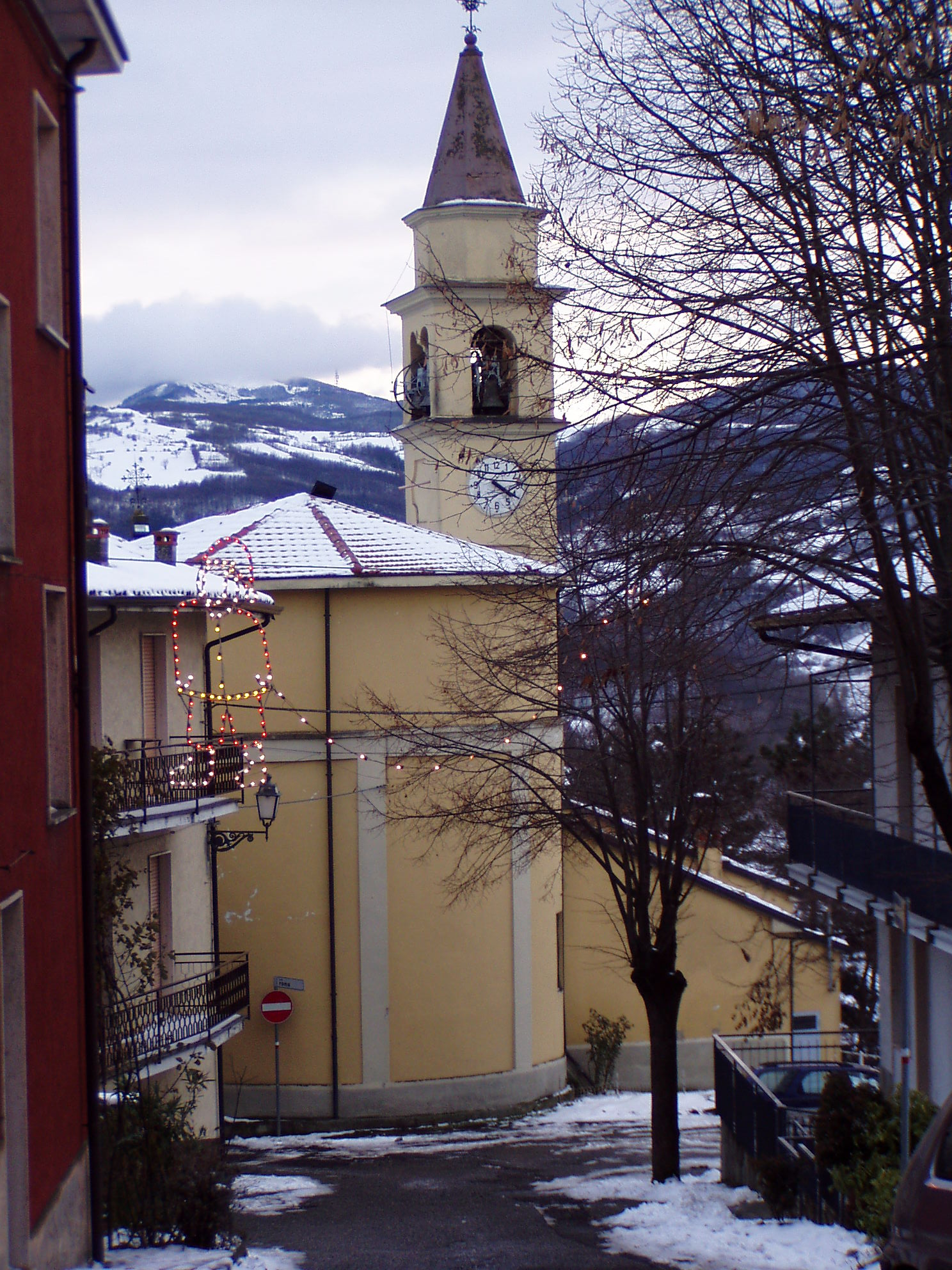
L'abside della chiesa di San Giorgio Martire

### Architetture religiose
Chiesa di San Giorgio MartireCostruita in stile neoclassico tra il 1792 e il 1797 su progetto di Pietro Speltini, si presenta preceduta da un ampio sagrato lastricato in pietra. La facciata è tripartita a capanna con ordini di lesene poste agli angoli. Per accedere all'interno è presente un singolo portale, raggiungibile dopo aver salito 5 scalini, sopra al quale sono presenti una targa marmorea, una finestra dalla forma a lunetta e una statua raffigurante San Giorgio realizzata da parte dello scultore Paolo Perotti e situata all'interno di una nicchia. L'edificio si caratterizza per una pianta basilicale composta da una navata singola scandita da lesene di ordine dorico che presenta 4 campate con volta a botte. Sui due lati si aprono, nelle prime tre campate, delle cappelle votive laterali di pianta rettangolare. Il presbiterio si presenta sopraelevato rispetto al piano della navata ed è caratterizzato da una struttura rettangolare con volta a botte.

### Architetture militari
Castello di MontemartinoCastello costruito in epoca medievale con la funzione di presidio della foce del Tidoncello nel Tidone, punto nel quale la strada per Bobbio si diramava dalla strada che risaliva la val Tidone. Nel corso degli anni l'edificio ha subito diverse modifiche rispetto alla struttura originaria tra cui la costruzione di alcuni edifici addossati ai muri perimetrali, i quali restano, comunque, ancora visibili e l'abbassamento della torre, avvenuto nel periodo compreso tra la fine del XIX e l'inizio del XX secolo.

### Aree naturali
Giardino botanico alpino di Pietra CorvaSituato a 950 m s.l.m. sulle pendici della Pietra Corva, nelle vicinanze della frazione di Praticchia, al confine con il territorio comunale di Romagnese, nei pressi dello spartiacque tra la val Tidone e la val Tidoncello, venne fondato nel 1967 dal veterinario e naturalista Antonio Ridella con l'obiettivo di conservare la presenza di piante caratteristiche delle alte quote provenienti da varie parti del mondo, tra le quali la rara Meleagride. All'interno del parco sono ospitate più di 1300 diverse specie, tra le quali varii tipi di primule, Gentiana, Saxifraga, Campanula, garofani e Sempervivum. Gestito a cura della provincia di Pavia e parte dell'Associazione internazionale giardini botanici alpini, a partire dal 2004 ospita la sede del centro studi dell'Appennino settentrionale. All'interno del parco è presente un centro visite inaugurato nel 2001 che ospita un piccolo museo naturalistico.

### Altro
Osservatorio astronomico LazzarelloSituato nella località Lazzarello, nei pressi dell'omonimo monte, ad un'altitudine di 785 m s.l.m., in una posizione isolata in modo da risentire in maniera minore dell'inquinamento luminoso, si tratta di un osservatorio realizzato e gestito dal gruppo Astrofili di Piacenza con la collaborazione di alcuni enti pubblici e privati, tra i quali il comune di Pecorara. Nel sito sono presenti un telescopio Schmidt-Cassegrain da 355 mm di diametro e con una lunghezza focale di 3,9 m guidato da un sistema computerizzato che permette di cercare automaticamente oggetti presenti sulla volta celeste e di un telescopio di guida e ripresa della tipologia rifrattore apocromatico caratterizzato da un diametro di 130 mm e da una lunghezza focale di 1 m situato parallelamente al telescopio maggiore per permettere di riprendere anche corpi celesti molto grandi angolarmente e per inseguire la volta celeste durante le riprese.

## Società

### Evoluzione demografica
Abitanti censiti

## Cultura
Pecorara fa parte del territorio culturalmente omogeneo delle quattro Province (Alessandria, Genova, Pavia, Piacenza), caratterizzato da usi e costumi comuni e da un importante repertorio di musiche e balli molto antichi. Strumento principe di questa zona è il piffero appenninico che accompagnato dalla fisarmonica, e un tempo dalla müsa (cornamusa appenninica), guida le danze e anima le feste. L'usanza della questua del calendimaggio, qui chiamato galëina grisa è viva in particolar modo nella frazione di Cicogni.

## Geografia antropica

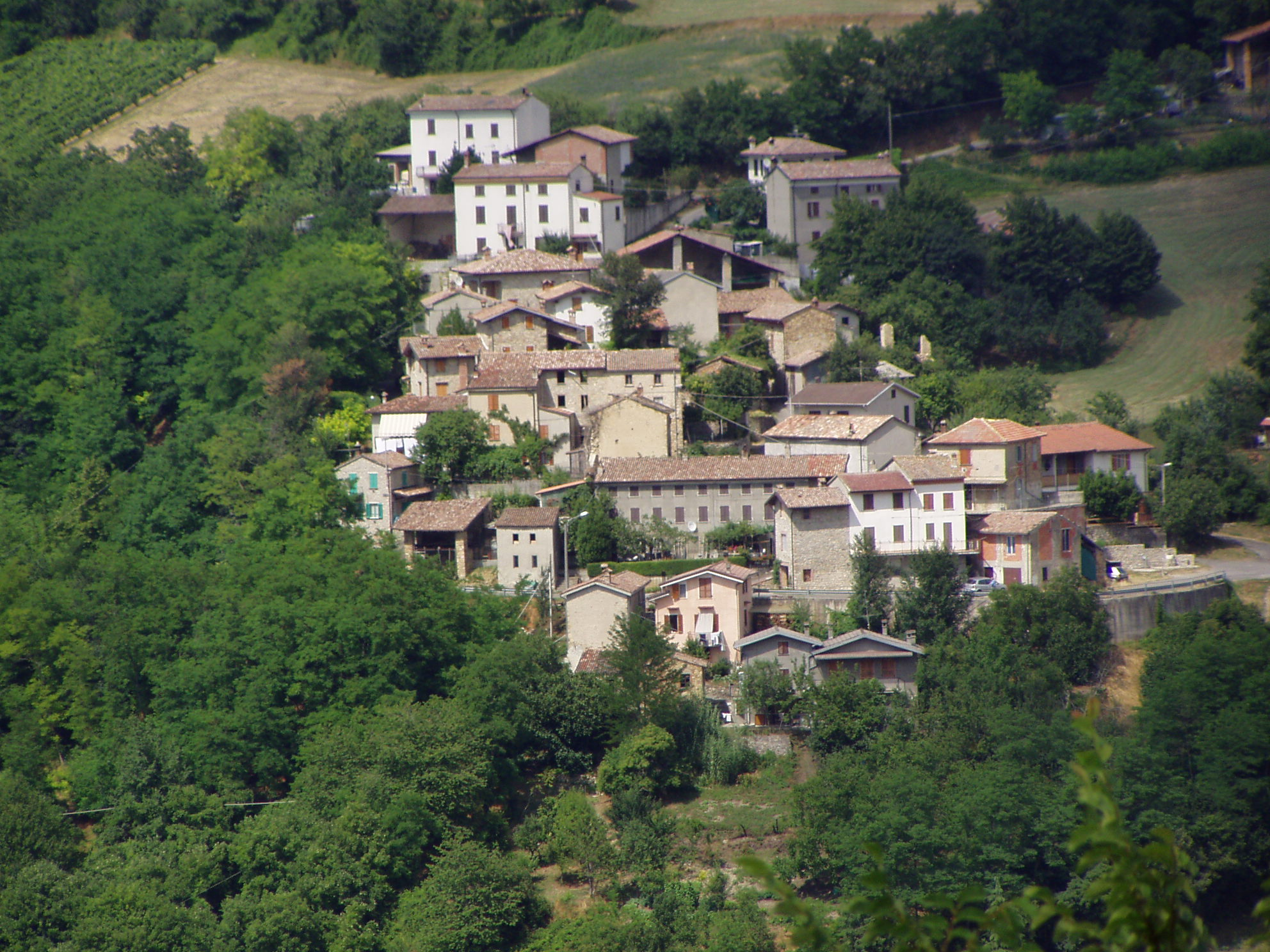
Il centro abitato di Pecorara Vecchia

Facevano parte del comune di Pecorara, oltre al capoluogo, le frazioni di Cicogni, Busseto, Peschiera, Praticchia, Costalta, Lazzerello, Marzonago, Montemartino, Vallerenzo, Poggio Moresco, Caprile, Roncaglie e Sevizzano. Oltre alle frazioni, nel territorio comunale erano incluse altre località classificate come centri storici: Pecorara Vecchia, Monte, Geneprino, Casella, Casa Follini, Casa Fracchioni, Morasco, Corneto e Cà Bazzarri.
I due centri frazionali maggiori erano Cicogni, situato in un'area montana all'estremità meridionale del territorio pecorarese e con un centro abitato coincidente quasi esclusivamente con l'agglomerato storico e Costalta, posto anch'esso in una zona montana al limite ovest del territorio comunale, generato dall'unione di due nuclei storici sviluppatisi inizialmente in forma separata.

## Economia
L'agricoltura è stata tradizionalmente, fino alla metà del XX secolo l'attività economica più praticata nel territorio pecorarese, arrivando a occupare circa il 90% della forza lavoro locale. Successivamente, a partire dalla metà del secolo, il numero delle imprese operanti nel settore agricolo è gradualmente diminuito tantoché, prima della sua soppressione, il comune di Pecorara era stato classificato come area agricola caratterizzata da svantaggi naturali dalla provincia di Piacenza. In dettaglio, tra il 1990 e il 2011 il numero delle imprese operanti nel settore agricolo a Pecorara si è ridotto del 55%, mentre la superficie agraria totale si è ridotta del 22%. Tra le essenze coltivate spicca, per la collocazione montana del territorio la presenza di boschi e pioppeti, che occupano il 23% della superficie agricola totale.
Parallelamente alla decrescita del settore agricolo, si è avuto un aumento del numero degli impiegati nel settore edile, nonché, in misura minore, del settore ricettivo e del commercio al dettaglio.
Nel censimento del 2011 il tasso di occupazione del comune di Pecorara si caratterizzava come uno dei più bassi della provincia di Piacenza, fermandosi al 34,30% contro una media provinciale del 49,96%.

## Infrastrutture e trasporti
Il territorio del soppresso comune di Pecorara era interessato dal passaggio della strada provinciale 34 di Pecorara che si dirama dalla strada statale 412 della Val Tidone nei pressi di Nibbiano, risale la val Tidoncello toccando il centro abitato di Pecorara, raggiunge la val Trebbia valicando il colle della Crocetta e si innesta sulla strada statale 461 del Passo del Penice nel territorio del comune di Bobbio, qualche chilometro a valle del passo del Penice, dalla strada provinciale 70 di Costalta che si dirama dalla strada provinciale 34 nei pressi di Pecorara, raggiungendo l'omonima frazione e, in seguito, il confine con il comune di Romagnese, sullo spartiacque tra val Tidoncello e val Tidone, dalla strada provinciale 65 della Caldarola e dalla strada provinciale 68 di Bobbiano che raggiungono, da versanti diversi, il passo della Caldarola, valico situato sul confine con il comune di Bobbio.

## Amministrazione
| Periodo        | Periodo          | Primo cittadino      | Partito                                            | Carica  | Note   |
| -------------- | ---------------- | -------------------- | -------------------------------------------------- | ------- | ------ |
| 1945           | 1945             | Giovanni Pizzi       |                                                    | Sindaco |        |
| 1946           | 1948             | Pierino Bertola      |                                                    | Sindaco |        |
| 1948           | 1951             | Primo Quadrelli      |                                                    | Sindaco |        |
| 1951           | 1956             | Giovanni Pizzi       |                                                    | Sindaco |        |
| 1956           | 1960             | Pierino Lontani      |                                                    | Sindaco |        |
| 1960           | 1964             | Giulio Magnocavallo  |                                                    | Sindaco |        |
| 1964           | 1975             | Giovanni Coccalini   |                                                    | Sindaco |        |
| 1975           | 1976             | Benito Ghigini       | PSI                                                | Sindaco |        |
| 1976           | 1988             | Carlo Roberto Miotti | PCI                                                | Sindaco |        |
| 1988           | 6 maggio 1990    | Benito Ghigini       | PSI                                                | Sindaco | [ 36 ] |
| 6 maggio 1990  | 23 aprile 1995   | Carlo Roberto Miotti | PCI                                                | Sindaco | [ 36 ] |
| 23 aprile 1995 | 13 giugno 1999   | Carlo Roberto Miotti | Lista civica di centrosinistra                     | Sindaco | [ 36 ] |
| 13 giugno 1999 | 13 giugno 2004   | Carlo Roberto Miotti | Lista civica di centrosinistra                     | Sindaco | [ 36 ] |
| 13 giugno 2004 | 7 giugno 2009    | Franco Albertini     | Lista civica di centrodestra                       | Sindaco | [ 36 ] |
| 7 giugno 2009  | 15 maggio 2014   | Franco Albertini     | Lista civica di centrodestra Rinnovamento Pecorara | Sindaco | [ 36 ] |
| 25 maggio 2014 | 31 dicembre 2017 | Franco Albertini     | Lista civica di centrodestra Rinnovamento          | Sindaco | [ 36 ] |

### Altre informazioni amministrative
Dopo aver fatto parte della comunità montana Appennino Piacentino ed esservi uscito nel 2001, tra quest'anno e il 2009, anno in cui l'ente è stato soppresso, Pecorara ha fatto parte della comunità Montana valle del Tidone.
In seguito allo scioglimento della comunità montana, il comune di Pecorara aderì alla neocostituita Unione dei Comuni Valle del Tidone, insieme al comune di Pianello Val Tidone, nel 2013 aderì all'unione anche il limitrofo comune di Nibbiano. Successivamente l'unione si estese gradualmente, con l'entrata di alcuni comuni di pianura cambiando il proprio nome in Unione dei Comuni Val Tidone. Con la nascita del comune di Alta Val Tidone l'unione venne soppressa.

## Sport
La squadra di calcio locale nasce alla metà degli anni '70 affermandosi come l'unica entità sportiva del paese. Dopo i primi anni di militanza nei campionati dilettantistici provinciali, nella seconda metà degli anni '80 la squadra, guidata dal presidente Bertola ottenne tre promozioni consecutive tra le stagioni 1986-1987 e 1988-1989, arrivando a militare in Promozione. Dopo l'abbandono della guida societaria da parte del presidente Bertola, il Pecorara rinunciò alla partecipazione al campionato di Promozione, tornando a militare in tornei di livello provinciale.